# Charles Édouard Guillaume
Charles Edouard Guillaume (Fleurier, 15 de fevereiro de 1861 — Sèvres, 13 de maio de 1938) foi um físico suíço. Recebeu em 1920 o Nobel de Física, pela melhora na precisão de medições na física e pela descoberta de anomalias em ligas de aço-níquel.

## Carreira
Guillaume é conhecido por sua descoberta de ligas de aço-níquel que denominou invar e elinvar. O invar tem um coeficiente de dilatação térmica quase nulo, tornando seu uso de interesse prático na construção de instrumentos de precisão, nos quais seja requerido que suas dimensões permaneçam constantes com a variação de temperatura. O elinvar tem um módulo de elasticidade que não muda com a variação de temperatura, tornando-o extremamente útil na construção de instrumentos elásticos com propriedades que não devem variar com a temperatura, como o cronômetro marinho. O Elinvar é também não-magnético, que o torna com a propriedade útil secundária para relógios antimagnéticos.
Filho de um horologista suíço, Guillaume interessou-se por cronômetros marinhos. Para utilização como volante regulador desenvolveu uma pequena variação do Invar, com um coeficiente de expansão quadrático negativo. O propósito foi eliminar o erro da temperatura média do volante regulador.

## Publicações
- Guillaume, Charles-Edouard (1896). «La Température de L'Espace (The Temperature of Space)». La Nature. 24
- Guillaume, Charles-Edouard (1886). «Études thermométriques (Studies on Thermometry)»
- Guillaume, Charles-Edouard (1889). «Traité de thermométrie (Treatise on Thermometry)»
- Guillaume, Charles-Edouard (1894). «Unités et Étalons (Units and Standards)»
- Guillaume, Charles-Edouard (1896). «Les rayons X (X-Rays)»
- Guillaume, Charles-Edouard (1898). «Recherches sur le nickel et ses alliages (Investigations on Nickel and its Alloys)»
- Guillaume, Charles-Edouard (1899). «La vie de la matière (The Life of Matter)»
- Guillaume, Charles-Edouard (1902). «La Convention du Mètre et le Bureau international des Poids et Mesures (Metrical Convention and the International Bureau of Weights and Measures)»
- Guillaume, Charles-Edouard (1904). «Les applications des aciers au nickel (Applications of Nickel-Steels)»
- Guillaume, Charles-Edouard (1907). «Des états de la matière (States of Matter)»
- Guillaume, Charles-Edouard (1907). «Les récents progrès du système métrique (Recent progress in the Metric System)»
- Guillaume, Charles-Edouard. «Initiation à la Mécanique (Introduction to Mechanics)»